# Théâtre de la Cité-Variétés

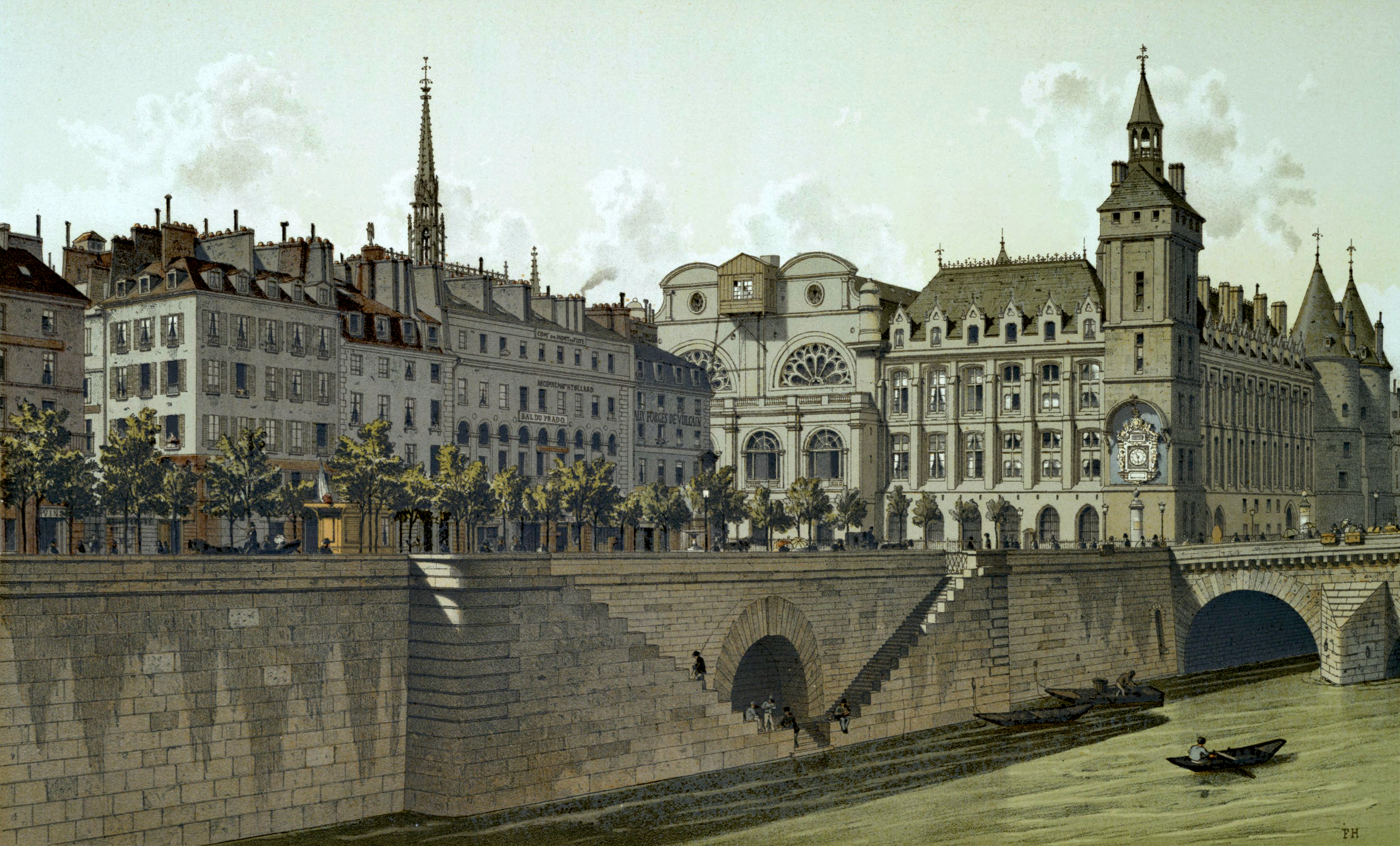
Le bal du Prado, occupant l'ancien théâtre, vers 1855.

Le théâtre de la Cité-Variétés est une salle de spectacles parisienne aujourd'hui disparue, située rue Saint-Barthélemy sur l'île de la Cité, dans le 4e arrondissement de Paris.

## Historique
Édifiée à l'emplacement de l'église Saint-Barthélemy, dont elle conserve la façade, la salle est inaugurée sous le Directoire par Alexandre Lenoir, sous le nom de théâtre du Palais en raison de sa proximité avec le Palais de Justice ; elle est l'une des plus vastes de ce temps, car elle ne contenait guère moins de deux mille places. Le théâtre est ouvert au public le 20 octobre 1792. Il sera rebaptisé plus tard théâtre de la Cité-Variétés. Une vingtaine de directions se succèdent, dont une troupe lyrique qui donne en 1802 des représentations d'opéras sous le nom de théâtre de Mozart. La salle est définitivement fermée par décret impérial, en 1807. La salle servit ensuite à diverses exhibitions, et plus tard fut transformé en salle de bal et devint fameux, sous Louis-Philippe, sous le nom de bal du Prado (de mauvaise réputation, où l'on danse la polka), lui-même rasé en 1858, pour permettre l'édification du Tribunal de commerce.

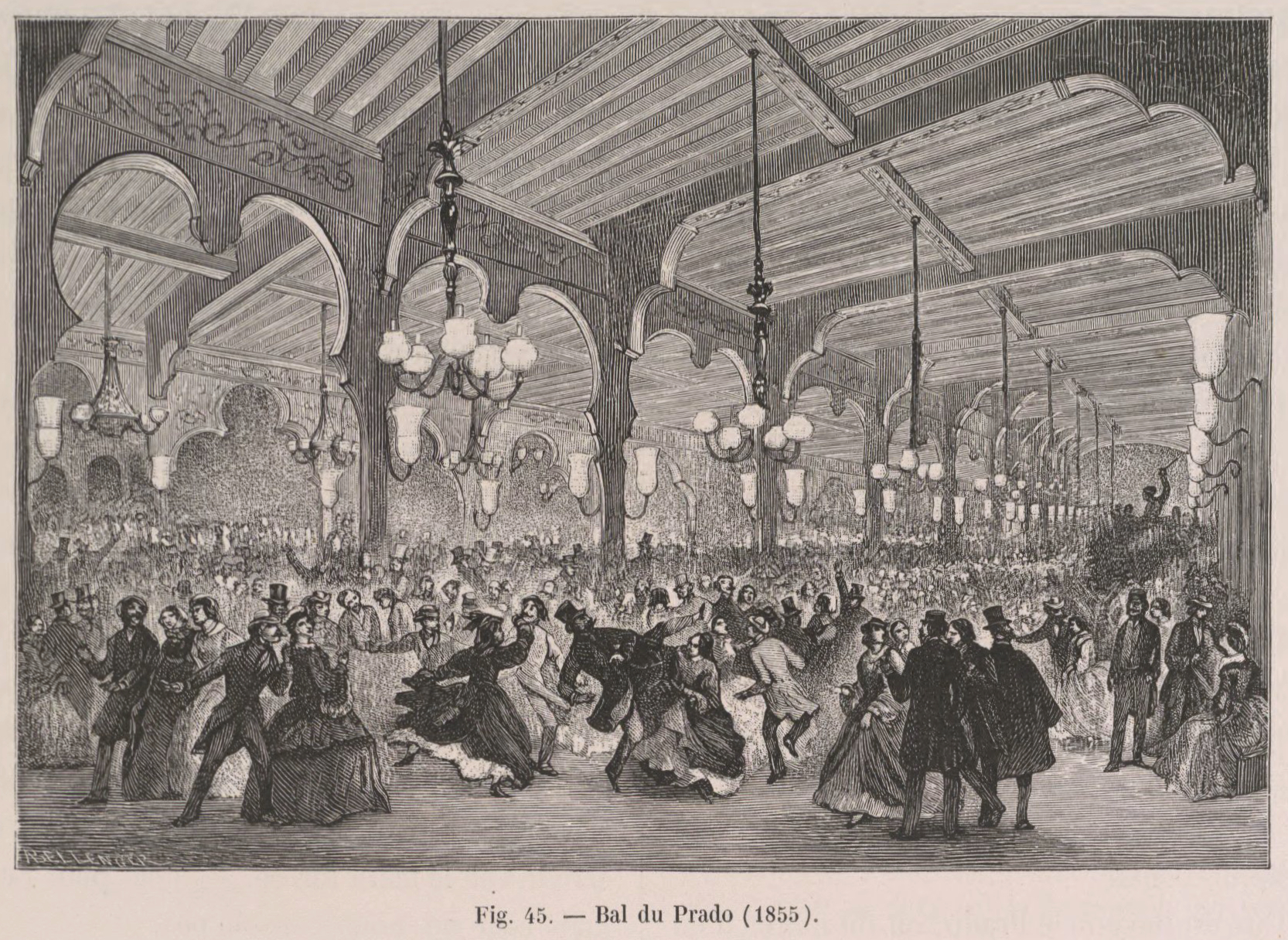
Le bal du Prado en 1855, par Theodor Josef Hubert Hoffbauer.